# 1832
1832 (MDCCCXXXII) a fost un an bisect al calendarului gregorian, care a început într-o zi de duminică.

## Nașteri
- 13 ianuarie: Horatio Alger, scriitor american (d. 1899)
- 23 ianuarie: Édouard Manet, pictor și gravor francez (d. 1883)
- 27 ianuarie: Lewis Carroll, scriitor englez (d. 1898)
- 22 februarie: Gerzson Ádám, scriitor și istoric literar maghiar (d. 1906)
- 19 aprilie: José Echegaray, inginer, dramaturg, matematician și politician spaniol de origine bască (d. 1916)
- 6 iulie: Maximilian I al Mexicului, împărat al Mexicului (d. 1867)
- 8 decembrie: Bjørnstjerne Bjørnson, scriitor norvegian, laureat al Premiului Nobel (d. 1910)
- 15 decembrie: Gustave Eiffel, inginer francez (d. 1923)

## Decese
- 4 martie: Jean-François Champollion, 41 ani, egiptolog francez (n. 1790)
- 22 martie: Johann Wolfgang von Goethe, 82 ani, scriitor german (n. 1749)
- 6 iunie: Jeremy Bentham, 84 ani, jurist, filosof englez (n. 1748)
- 22 iulie: François Bonaparte (n. Napoléon François Joseph Charles), 21 ani, fiul lui Napoleon I Bonaparte (n. 1811)
- 21 septembrie: Sir Walter Scott, 61 ani, scriitor scoțian (n. 1771)